# Provincia de Finlandia Central
La provincia de Finlandia Central (en finés: Keski-Suomen lääni, en sueco: Mellersta Finlands län) fue una provincia de Finlandia de 1960 a 1997. El área de la provincia de Finlandia Central era la misma a la de la actual región de Finlandia Central.
La provincia de Finlandia Central se estableció en 1960 cuando se separó de la provincia de Vaasa. Partes menores de las provincias de Tavastia, la de Kuopio y la de Mikkeli también se fusionaron con la nueva entidad. En 1997 se reunió con Vaasa y, junto con la parte norte de las provincias de Tavastia y la de Turku y Pori, se fusionó con la nueva provincia de Finlandia Occidental.

## Municipios en 1997
|  | - Hankasalmi - Joutsa - Jyväskylä - Jyväskylän mlk - Jämsä - Jämsänkoski - Kannonkoski - Karstula - Keuruu | - Kinnula - Kivijärvi - Konnevesi - Korpilahti - Kuhmoinen - Kyyjärvi - Laukaa - Leivonmäki - Luhanka | - Multia - Muurame - Petäjävesi - Pihtipudas - Pylkönmäki - Saarijärvi - Sumiainen - Suolahti - Toivakka | - Uurainen - Viitasaari - Äänekoski |

## Municipios anteriores
|  | - Konginkangas - Koskenpää - Pihlajavesi - Säynätsalo - Äänekosken mlk |

## Gobernadores
- Eino Palovesi (1960-1972)
- Artturi Jämsén (1972-1976)
- Kauko Sipponen (1976-1985)
- Kalevi Kivistö (1985-1997)

- Datos: Q1190004